# O-antifoon

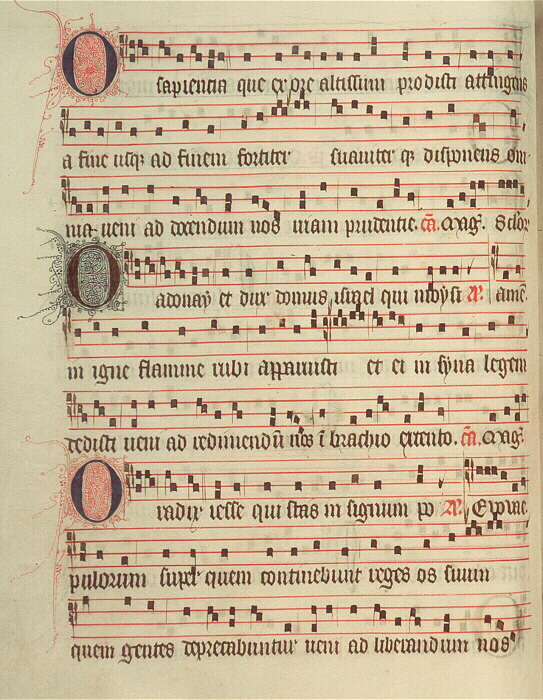
Het antifonale van Poissy, deze bladzijde bevat O Sapientia, O Adonai, en O Radix Jesse.

De o-antifonen zijn zeven antifonen, die in de liturgie van de Rooms-Katholieke Kerk worden gezongen voor en na het Magnificat in de Vespers van 17 tot en met 23 december. Deze antifonen staan bekend als de Antiphonae Majores (de grote antifonen).

## Naamgeving
De naam o-antifonen hebben zij gekregen omdat elke antifoon begint met de aanroeping van de nieuwgeboren Heer met een andere naam/titel, voorafgegaan door het vocatieflidwoord ‘O’. De zeven messiastitels zijn alle uit oudtestamentische schriftgedeelten afgeleid. 
Wanneer de hoofdletters van elk eerste woord van achteren naar voren gelezen worden ontstaat het acrostichon: ERO CRAS, hetgeen betekent: ‘morgen zal ik er zijn’.

## Teksten
De tekst van de antifonen (met een vertaling):
| Datum       | Tekst                   | Tekstverwijzing | Onofficiële vertaling |
| ----------- | ----------------------- | --- | --- |
| 17 december | Spreuken 8:1-6          | O Sapientia, quae ex ore Altissimi prodisti, attingens a fine usque ad finem, fortiter suaviterque disponens omnia: veni ad docendum nos viam prudentiae.                     | O WIJSHEID, voortgekomen uit de mond van de Allerhoogste, Gij strekt van eind tot eind, en beschikt alles sterk en genoeglijk; kom, wijs ons de weg van de voorzichtigheid.                                           |
| 18 december | Deuteronomium 10: 16-22 | O Adonai, et Dux domus Israel, qui Moysi in igne flammae rubi apparuisti, et ei in Sina legem dedisti: veni ad redimendum nos in brachio extento.                             | O ADONAI, Heer van Israëls huis, Gij zijt in het brandend braambos aan Mozes verschenen, en hebt hem de wet gegeven op de Sinaï; kom, verlos ons met uitgestrekte hand.                                               |
| 19 december | Jesaja 11:1-10          | O radix Jesse, qui stas in signum populorum, super quem continebunt reges os suum, quem gentes deprecabuntur: veni ad liberandum nos, iam noli tardare.                       | O WORTEL VAN ISAI, Gij staat als een vaandel voor de volken opgericht; voor U zullen de koningen sprakeloos staan, U zullen de volken aanroepen; kom, bevrijd ons, wacht niet langer.                                 |
| 20 december | Jesaja 22:20-22         | O clavis David, et sceptrum domus Israel: qui aperis, et nemo claudit; claudis, et nemo aperit: veni, et educ vinctum de domo carceris, sedentem in tenebris et umbra mortis. | O SLEUTEL VAN DAVID en Scepter van Israëls huis, wat Gij opent zal niemand sluiten; wat Gij sluit zal niemand openen; kom, en bevrijd de gevangene uit de kerker, die zit in de duisternis en de schaduw van de dood. |
| 21 december | Maleachi 4:1-3          | O Oriens, splendor lucis aeternae, et sol iustitiae: veni, et illumina sedentes in tenebris et umbra mortis.                                                                  | O DAGERAAD, glans van het eeuwig licht en Zon van gerechtigheid; kom, en verlicht hen die in duisternis en in de schaduw van de dood leven.                                                                           |
| 22 december | Jeremia 10:1-7          | O Rex gentium, et desideratus earum, lapisque angularis, qui facis utraque unum: veni, et salva hominem, quem de limo formasti.                                               | O KONING VAN DE VOLKEREN, en door hen verlangd, Gij zijt de hoeksteen die beide (volken) een maakt; kom, red de mens die Gij uit het slijk van de aarde hebt gevormd.                                                 |
| 23 december | Jesaja 7:14             | O Emmanuel, Rex et legifer noster, expectatio gentium, et Salvator earum: veni ad salvandum nos Domine Deus noster.                                                           | O EMMANUEL, onze Koning en Wetgever, hoop van de volkeren, hun Redder; kom ons redden, Heer onze God. |